# Craven Cottage
 (mars 2025).
Craven Cottage est un stade de football localisé dans la banlieue sud-ouest de Londres. C'est l'enceinte du club de Fulham.

## Histoire
Le Cottage original fut construit en 1780 par le Baron Craven.
Ce stade de 25 700 places fut inauguré le 10 octobre 1896. Le record d'affluence est de 49 335 spectateurs le 8 octobre 1938 pour un match de championnat de D2 Fulham-Millwall. Le terrain fut équipé d'un système d'éclairage pour les matchs en nocturne en septembre 1962.
De retour en Premier League en 2001, Fulham obtient une dérogation afin de disputer ses matchs à domicile dans son antre. En effet, Craven Cottage, son jardin depuis 1896, ne répond pas aux normes de sécurité imposées par la FA (deux tribunes n'offrant que des places debout). Désireux de proposer le confort maximum, le propriétaire Mohamed Al-Fayed reçoit le feu vert des autorités pour construire une enceinte de 30000 places sur le même site en conservant la célèbre façade victorienne de briques rouges. Le chantier, estimé à 750 MF, débute en juin 2002. Le complexe, futuriste et qui comprend boutiques, cafés et restaurants intégrés, doit être livré pour début 2003, impliquant une saison d'exil pour l'équipe locale. Durant les saisons de 2002-2004 l'équipe de Fulham, entrainée par Jean Tigana, a joué tous ses matchs à domicile au stade des Queens Park Rangers, en raison de travaux dans le Craven Cottage.
Le stade accueille en mai 2011 la finale de la Ligue des champions féminine de l'UEFA 2010-2011.

## Accès
Il est desservi par la station de métro Putney Bridge qui se trouve sur la District line.

## Photos

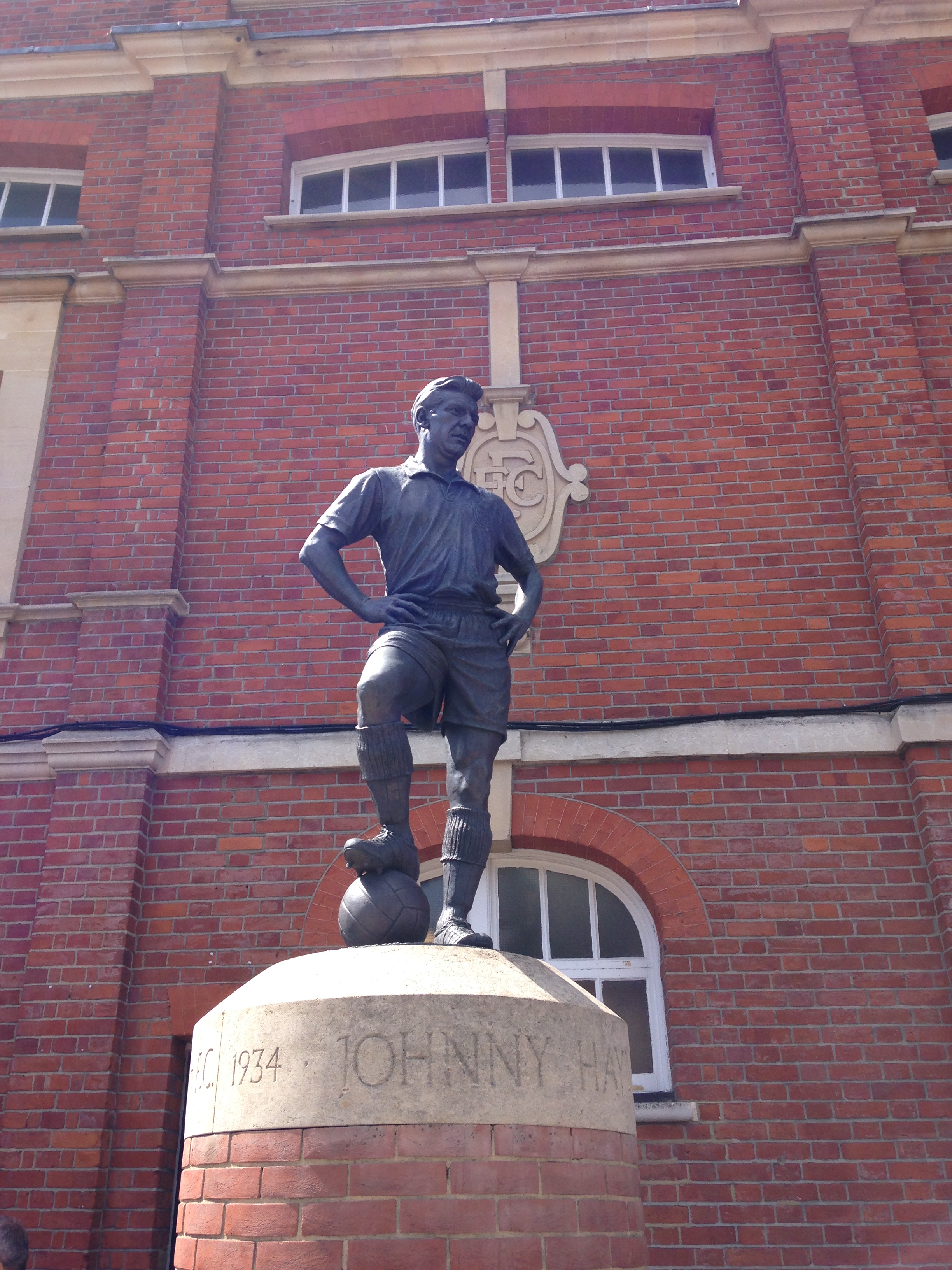
Statue de Johnny Haynes à l'entrée du stade.